# جواز سفر أوغندي
يصدر جواز السفر الأوغندي لمواطني أوغندا للسفر الدولي.

## التاريخ
استخدامت جوازات السفر التي تحمل اسم أوغندا لأول مرة في الأربعينيات من القرن الماضي ولكن كانت تستخدم بشكل أساسي من قبل الآسيويين والمواطنين الأفروبريطانيين. كان جواز السفر يحمل اسم بريطانيا ولكن يذكر اسم أوغندا. في ذلك الوقت كانت أوغندا لا تزال محمية بريطانية ولكنها على عكس كينيا كانت تتمتع بقدر أكبر من الحكم الذاتي. أصبحت أوغندا دولة دومينيونًا مستقلة في 9 أكتوبر 1962 ثم جمهورية في 9 أكتوبر 1963 ومنذ ذلك اليوم تحمل جميع جوازات السفر لقب جوازات سفر جمهورية أوغندا. منذ عام 1986 لم تتغير شروط جواز السفر.

## الإصدار
بموجب قانون مراقبة الهجرة والجنسية الأوغندي لعام 2009 لا يجوز إصدار جوازات السفر الأوغندية ووثائق السفر الأخرى إلا للأفراد الذين ثبت أنهم من مواطني أوغندا. يشرف على ذلك ضابط مراقبة الجوازات ونائب ضابط مراقبة الجوازات.
تصدر الجوازات فقط من قبل حكومة أوغندا من خلال مديرية مراقبة الهجرة. ينص قانون مراقبة الهجرة والجنسية الأوغندي لعام 2009 أيضًا على إصدار أو تجديد جواز السفر ووثائق السفر الأخرى في البعثات الدبلوماسية الأوغندية بالخارج وهي موجودة حاليًا في: واشنطن العاصمة (الولايات المتحدة) نسخة محفوظة 25 يناير 2020 على موقع واي باك مشين. ولندن (المملكة المتحدة) نسخة محفوظة 26 يونيو 2022 على موقع واي باك مشين. وبريتوريا (جمهورية جنوب إفريقيا).

## متطلبات التأشيرة

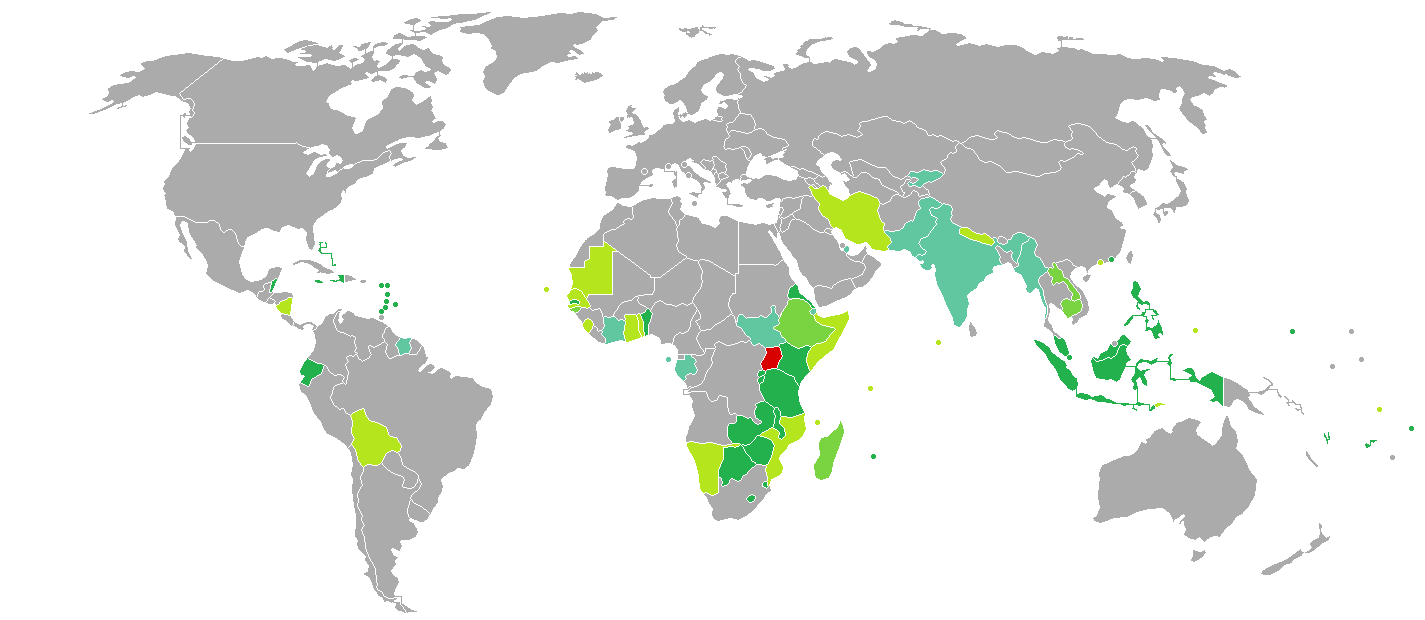
البلدان والأقاليم التي لا تفرض تأشيرة أو تطلب تأشيرة دخول عند الوصول للجهة، لحاملي جوازات السفر الاوغندية العادية.

اعتبارًا من 2 يوليو 2019 كان المواطنون الأوغنديون يتمتعون بدخول 65 دولة وإقليم بدون تأشيرة أو تأشيرة عند الوصول، مما جعل جواز السفر الأوغندي يحتل المرتبة 79 من حيث حرية السفر وفقًا مؤشر هينلي لجوازات السفر.